# Jacques Ozanam
Jacques Ozanam va ser un matemàtic francès, del segle xvii.

## Vida
Poc es coneix de la seva vida i menys encara dels seus orígens; cal suposar que pertanyia a una família amb cert nivell cultural i econòmic que va afavorir el seu desenvolupament. El seu cognom, tan poc llatí, fa suposar que podia pertànyer a una família d'origen jueu.
Se sap que va viure uns anys a Lió, on feia de professor particular de matemàtiques. El seu patrimoni li permetia fer aquesta tasca sense cobrar, fins que finalment va haver de fer-ho perquè es van esgotar els seus mitjans de vida. El 1670 es va traslladar a París on va fer de professor particular de matemàtiques amb gran èxit, fins al 1701 quan, en enviudar i esclatar la Guerra de Successió, es va quedar sense alumnes. Pel testimoni de de Moivre sabem que va ser professor seu a París en els anys 1680.
El 1701, amb 61 anys, va ser escollit membre de l'Academie Royale des Sciences de Paris i el 1717 va morir en aquesta ciutat en un estat de pobresa extrema.

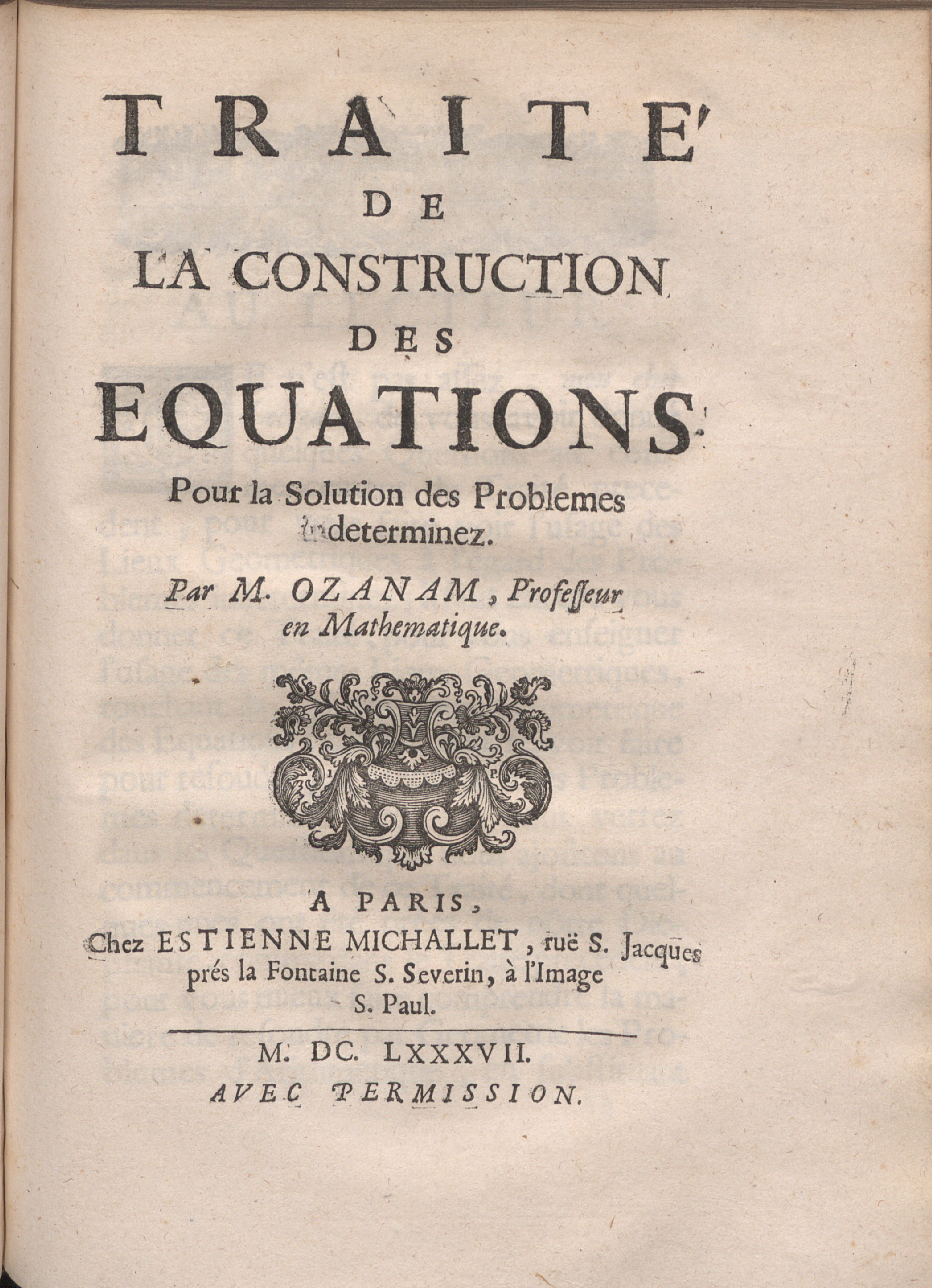
Traité de la construction des equations pour la solution des problemes indeterminez, 1687

## Obra
Els seus llibres són divulgatius, molt probablement escrits per ajudar en les seves classes. Les seves tres obres principals en aquest sentit són el Dictionnaire mathématique ou idée générale des mathématiques (1691), el Cours De Mathématique: Qui Comprend Toutes les Parties de cette Science (1693) i les Récréations mathématiques et physiques (1694). Tots tres llibres van ser traduïts a l'anglès en els primers anys del segle xviii i se'n van fer nombroses reedicions, tant en francès com en anglès. Les Recreations van ser revisades, ampliades i modificades per Jean-Étienne Montucla i van continuar una llarga vida a les darreries del segle xviii i començaments del XIX.
A més d'aquestes tres grans obres, va publicar nombrosos escrits teòrics (sobre geometria, perspectiva, construcció d'equacions, llocs geomètrics ...) i pràctics (sobre construcció de fortificacions, dibuix de planells, mecànica, gnomònica, ...).
També va deixar un manuscrit sense publicar sobre L'Aritmètica de Diofant, amb el qual, barrejant idees de Fermat i Descartes, va elevar el nivell de l'àlgebra. Tot i no haver estat publicat, va tenir notable influència per que va ser comentat per Leibniz, Fontenelle, Montuvla i d'altres matemàtics. El manuscrit havia estat perdut des de la seva mort, però va ser descobert el 1986 a la Biblioteca de l'Acadèmia de Ciències de Torí.